# Stigmochelys pardalis
La tartaruga leopardo (Stigmochelys pardalis (Bell, 1824)) è una grande e colorata tartaruga appartenente alla famiglia Testudinidae, originaria delle savane dell'Africa orientale e meridionale, dal Sudan al Capo meridionale. È l'unica specie del genere Stigmochelys, sebbene in passato fosse comunemente collocata nel genere Geochelone. Questa tartaruga è una specie da pascolo che predilige gli habitat semi-aridi, spinosi e le praterie. Sia in climi molto caldi che in quelli molto freddi possono dimorare nelle tane abbandonate di volpi, sciacalli o oritteropi, in quanto sono in grado di scavare solamente buche per deporvi le loro uova. Data la loro propensione per gli habitat di prateria, pascolano ampiamente su diverse erbe, prediligendo anche piante grasse e cardi.

## Descrizione

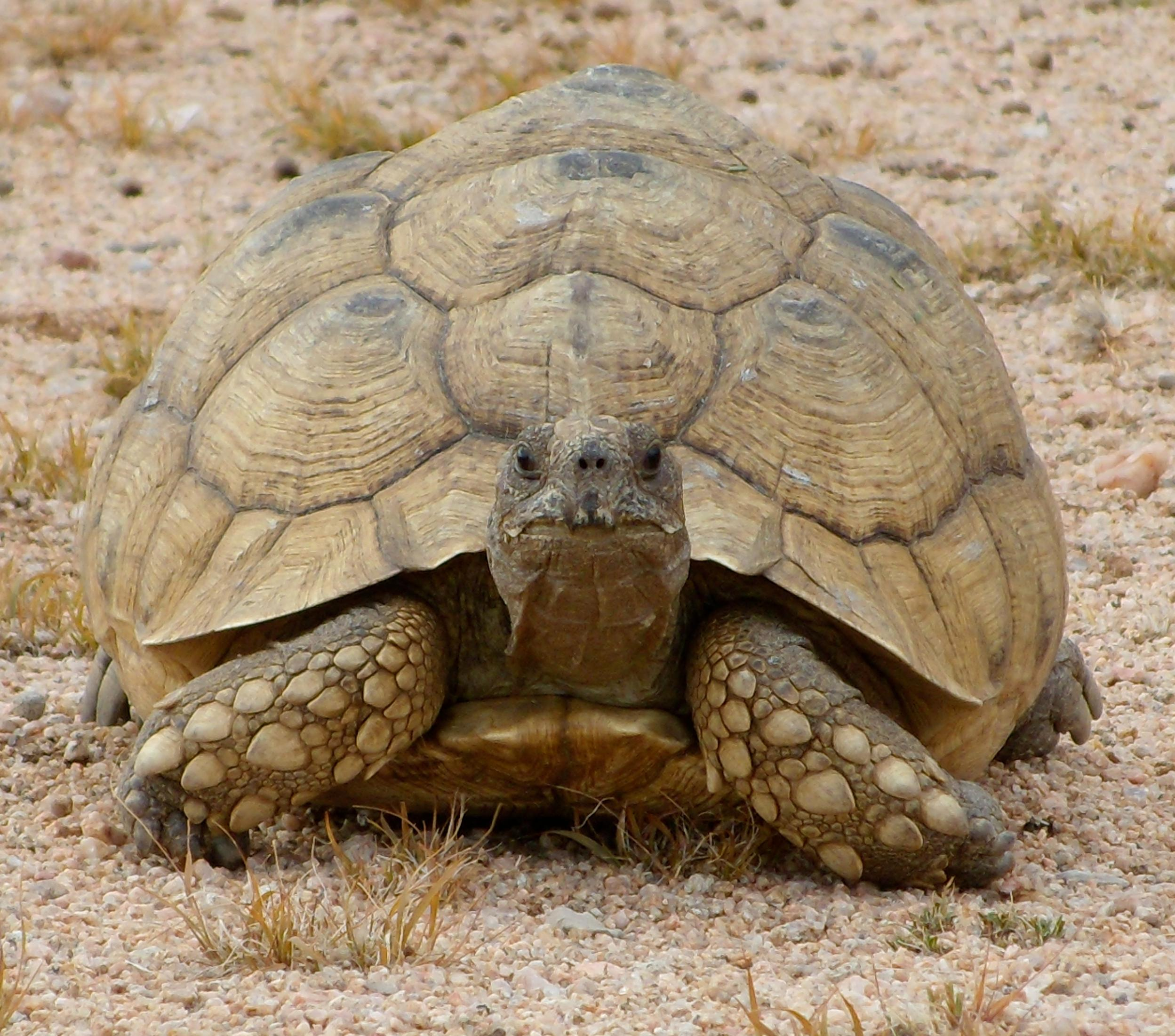
Un esemplare adulto i cui motivi sul carapace sono sbiaditi, nei pressi di Usakos, Namibia

La tartaruga leopardo è la quarta specie di tartaruga terrestre più grande al mondo, con gli adulti che raggiungono in media i 34-40 centimetri (16 pollici) di lunghezza, per un peso di circa 13 chilogrammi (29 libbre). Gli esemplari adulti tendono ad essere più grandi nelle estremità settentrionale e meridionale del loro areale, dove gli esemplari tipici pesano fino a 20 chilogrammi (44 libbre). Alcuni esemplari eccezionali possono raggiungere una lunghezza di 70 centimetri (28 pollici), per un peso di 40 chilogrammi (88 libbre).
Il carapace della tartaruga leopardo ha una forma piuttosto piramidale, in vista frontale, alto e a cupola e dai lati ripidi, quasi verticali. Gli esemplari giovani e adolescenti presentano un carapace caratterizzato da una colorazione prevalentemente giallastra contrassegnato da macchie, cerchi e striature nere irregolari. Il piastrone è chiaro, con lineamenti più scuri. Negli adulti maturi questi segni tendono a sbiadire e a scomparire rendendo l'animale uniformemente marroncino o grigio. Alcuni esemplari possono presentare una totale assenza del colore nero che le rende ancora più particolari. La testa e gli arti sono di colore uniformemente giallo o marrone chiaro.

## Distribuzione e habitat
Ampiamente diffusa nelle regioni aride e nelle savane dell'Africa orientale e meridionale, che si estendono dal Sudan del Sud e dalla Somalia, attraverso l'Africa orientale fino al Sudafrica e alla Namibia. La specie è generalmente assente dalle regioni forestali umide dell'Africa centrale. In questo areale tanto ampio, la tartaruga leopardo occupa più habitat di qualsiasi altra tartaruga africana, comprese le praterie, la macchia spinosa, la macchia mediterranea e le savane, con temperature che vanno dai 30° ai 32°. Possono essere trovati ad altitudini che vanno dal livello del mare a 2.900 metri (9.500 piedi).

## Biologia

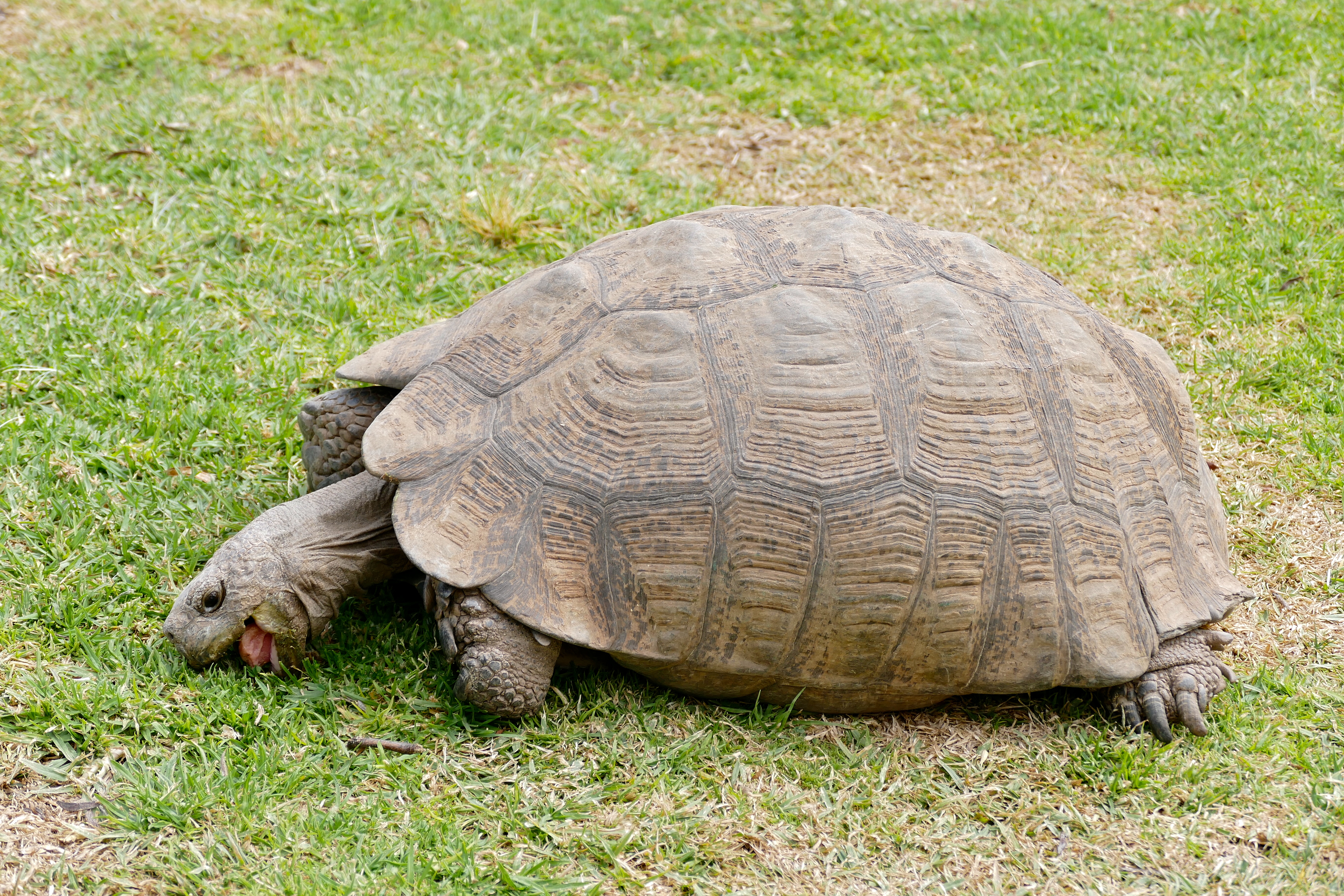
Un esemplare adulto mentre pascola, nel Karoo, Sudafrica

Le tartarughe leopardo sono erbivore; la loro dieta consiste in un'ampia varietà di piante tra cui fiori, cardi, erbe e piante grasse. Talvolta rosicchiano ossa o persino feci di iena per ottenere il calcio, necessario per lo sviluppo delle ossa e del guscio delle loro uova. I semi delle piante ingerite da queste tartarughe passano inalterati attraverso l'intestino dell'animale, per questo la tartaruga leopardo gioca un ruolo significativo nella dispersione dei semi. Solitamente attive durante il giorno, sono meno attive durante la stagione secca.
La tartaruga leopardo raggiunge la maturità sessuale tra i 12 e i 15 anni, e può vivere fino a 80-100 anni. Durante la stagione degli amori, i maschi si battono per il diritto di accoppiarsi con le femmine, speronando e urtando gli altri maschi con il bordo del carapace. Una volta allontanati, o capovolti, gli altri contendenti il maschio comincerà a seguire le femmine, spesso spingendole alla sottomissione. Durante l'accoppiamento, il maschio emette dei leggeri grugniti. La nidificazione avviene tra maggio e ottobre, quando la femmina scava una buca poco profonda, dove depone dalle 5 alle 30 uova. Una singola femmina è in grado di produrre fino a 5-7 covate in una sola stagione riproduttiva. L'incubazione richiede 8-15 mesi a seconda della temperatura. Le uova e i piccoli sono prede facili per molti animali della savana, come varani, serpenti, sciacalli e uccelli. Gli adulti hanno pochi predatori naturali, ma occasionalmente vengono predati dai grandi carnivori, come leoni e iene.

## Tassonomia

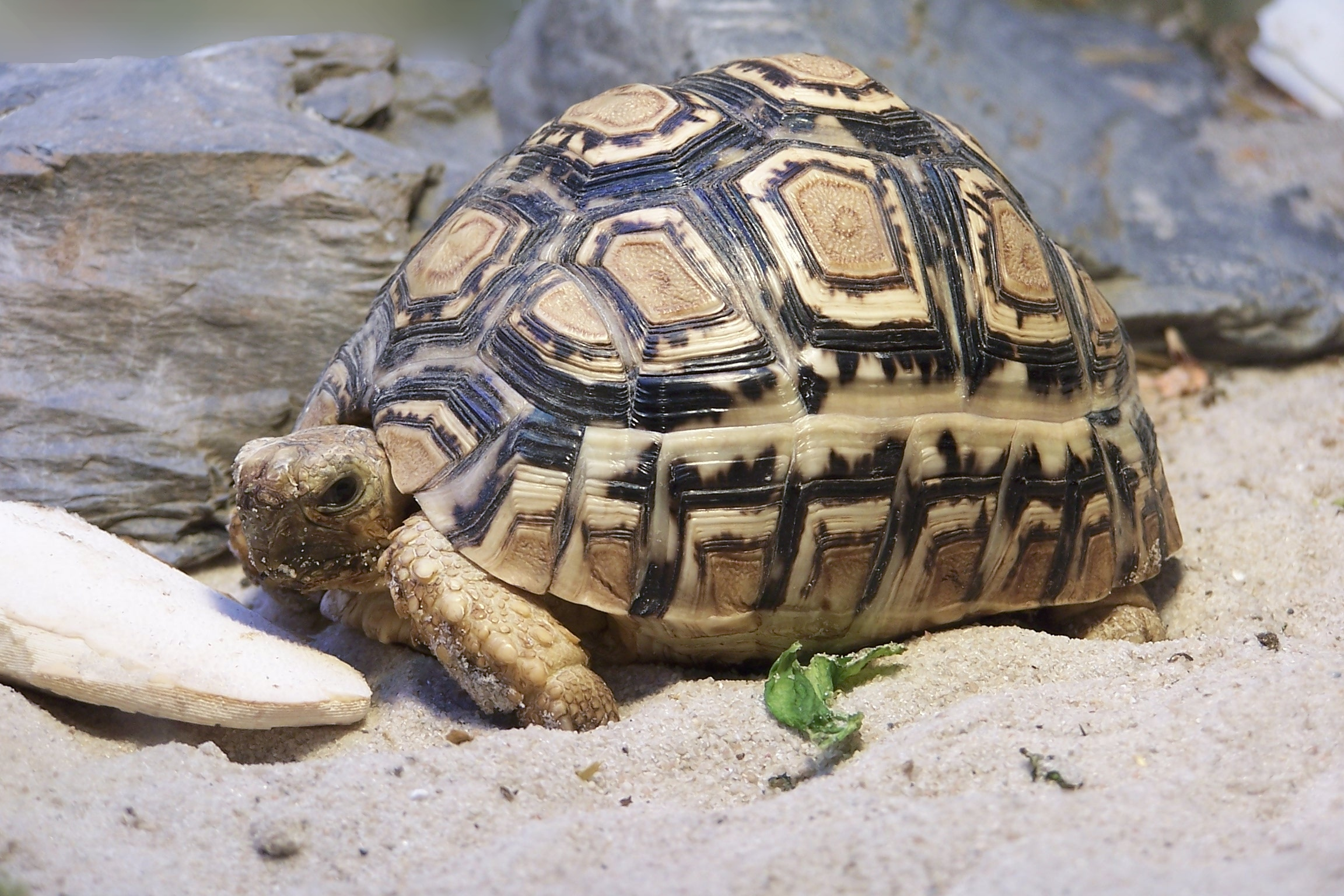
Un esemplare di tre mesi

Il posizionamento filogenico della tartaruga leopardo è stato oggetto di numerose revisioni. Nel corso degli anni diversi autori lo inserirono nei generi Geochelone (1957), Stigmochelys (2001), Centrochelys (2002) e Psammobates (2006). Più recentemente, il consenso sembra essersi stabilito sul genere Stigmochelys, un genere monotipico. In passato c'è stata una forte discussione sull'esistenza di due sottospecie, S. p. pardalis e S. p. babcocki, ma recenti studi non supportano questa distinzione.
Il nome del genere, Stigmochelys, è una combinazione delle parole greche stigma che significa "marchio" o "punto", e chelone che significa "tartaruga". Il nome della specie, pardalis, deriva dalla parola latina pardus che significa "leopardo" e si riferisce alle macchie presenti sul carapace della tartaruga.

### Sinonimi
I sinonimi di questa specie comprendono:
- Testudo pardalis Bell, 1828
- Testudo biguttata Cuvier, 1829 (nomen nudum)
- Testudo armata Boie, 1831 (nomen nudum)
- Testudo bipunctata Gray, 1831
- Geochelone (Geochelone) pardalis — Fitzinger, 1835
- Megachersine pardalis — Hewitt, 1933
- Testudo pardalis pardalis — Loveridge, 1935
- Geochelone pardalis pardalis — Loveridge & E. Williams, 1957
- Stigmochelys pardalis — Gerlach, 2001
- Centrochelys pardalis pardalis — Vetter, 2002
- Stigmochelys pardalis pardalis — Bour, 2002
- Psammobates pardalis — Le, Raxworthy, McCord & Mertz, 2006
- Testudo pardalis babcocki Loveridge, 1935
- Geochelone pardalis babcocki — Loveridge & E. Williams, 1957
- Geochelone babcocki — Pritchard, 1967
- Geochelone paradalis babcocki — Dadd, 1974
- Geochelone pardalis baboocki Młynarski, 1976 (ex errore)
- Centrochelys pardalis babcocki — Vetter, 2002
- Stigmochelys pardalis babcocki — Bour, 2002
- Geochelone pardalis babcockii Le, Raxworthy, McCord & Mertz, 2006 (ex errore)

## Conservazione
La tartaruga leopardo è una specie ampiamente diffusa e piuttosto comune in gran parte del suo areale. Le attività umane, inclusi gli incendi agricoli, il consumo della carne, gli attacchi da parte di animali domestici agli adulti e ai giovani, e in particolare lo sfruttamento commerciale per il commercio di animali esotici, sono potenziali minacce ma non hanno ancora causato un calo significativo della popolazione. Queste tartarughe sono sempre più allevate in cattività, specialmente per il loro commercio come animali domestici. Ad esempio, la maggior parte delle tartarughe esportate dal Kenya e dalla Tanzania provengono da programmi di riproduzione in cattività, alleviando il peso della cattura in natura sulle popolazioni selvatiche.
La tartaruga leopardo è stata inserita nell'Appendice II della CITES dal 1975, e nel 2000 gli Stati Uniti ne hanno vietato l'importazione a causa del rischio rappresentato dall'Ehrlichia ruminantium, una malattia infettiva trasportata dalle zecche delle tartarughe che potrebbe avere un serio impatto sull'industria del bestiame statunitense.

## Galleria d'immagini

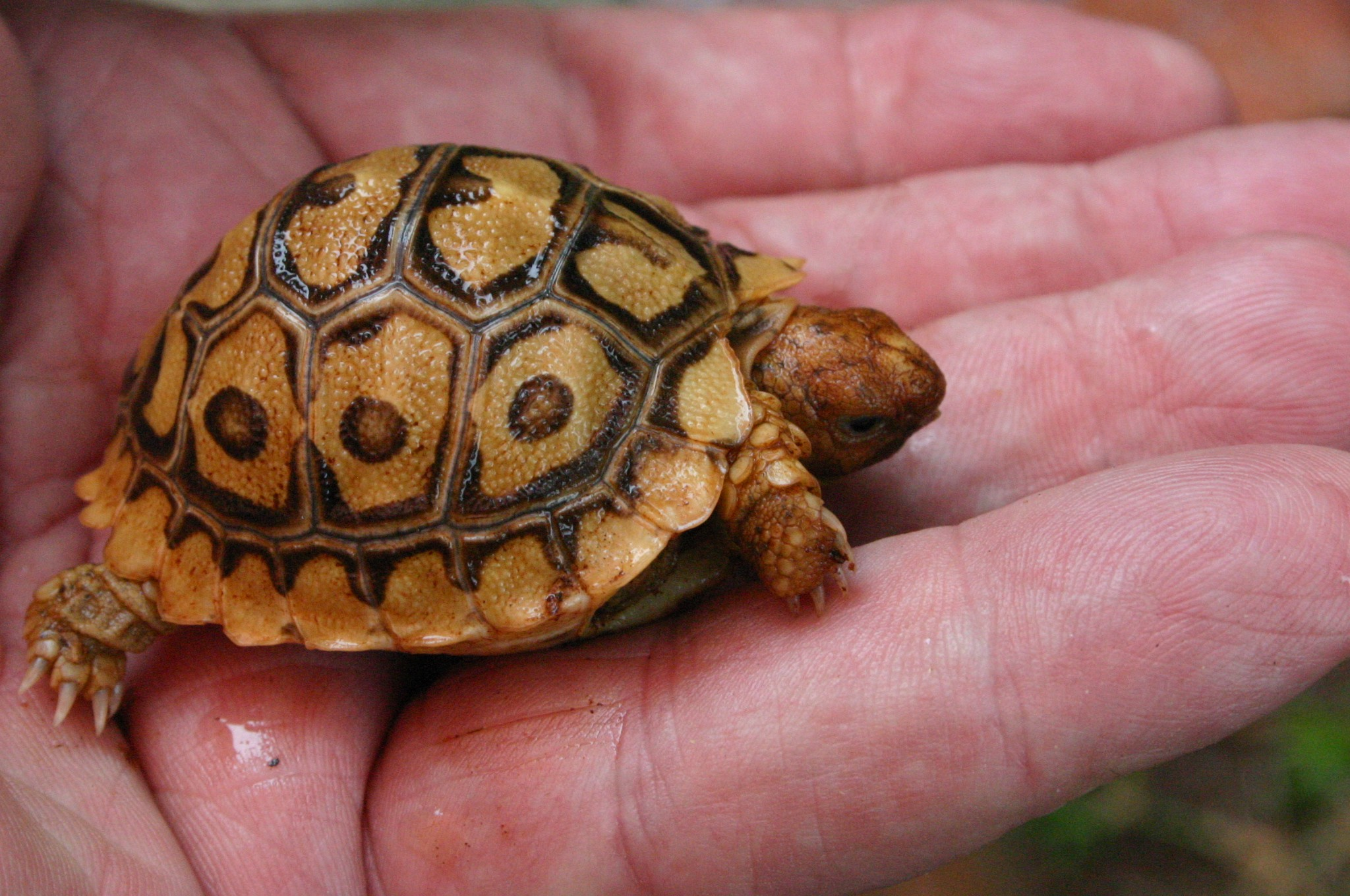
Un esemplare di un mese
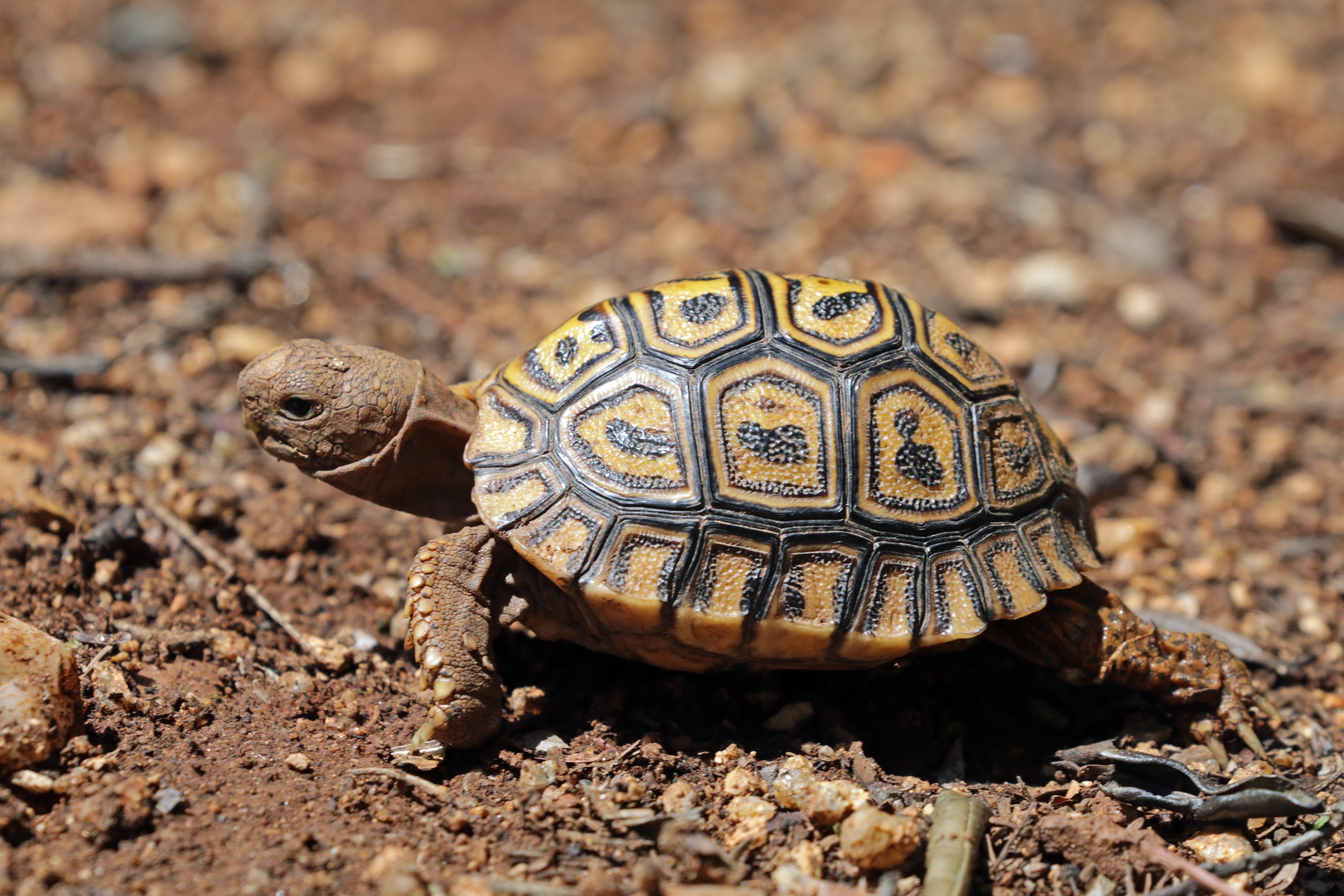
Giovane
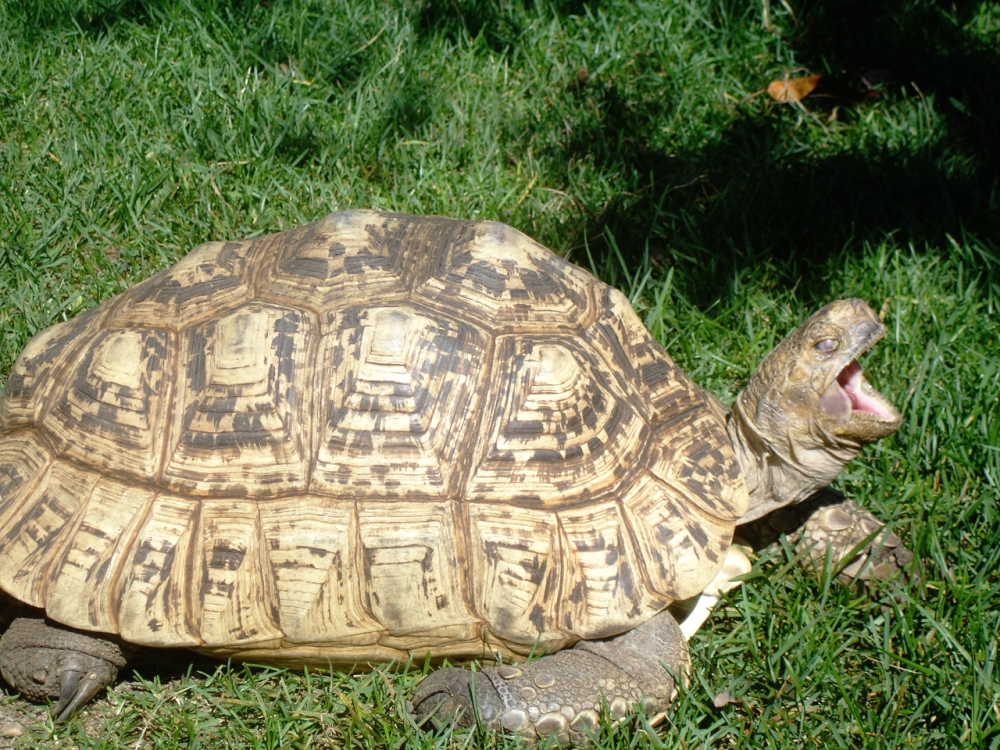
adulto
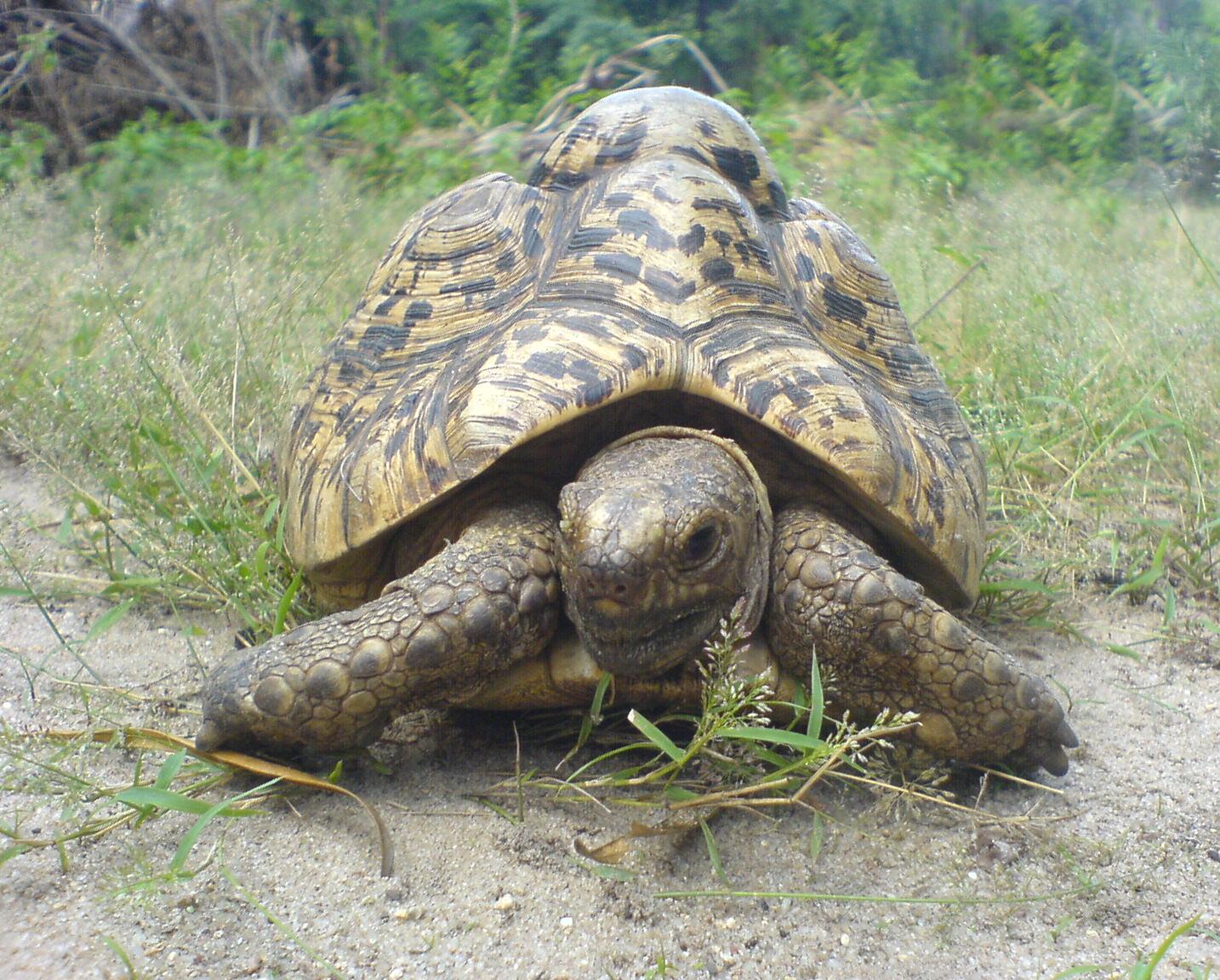
Un giovane esemplare di 20 anni mentre si nutre
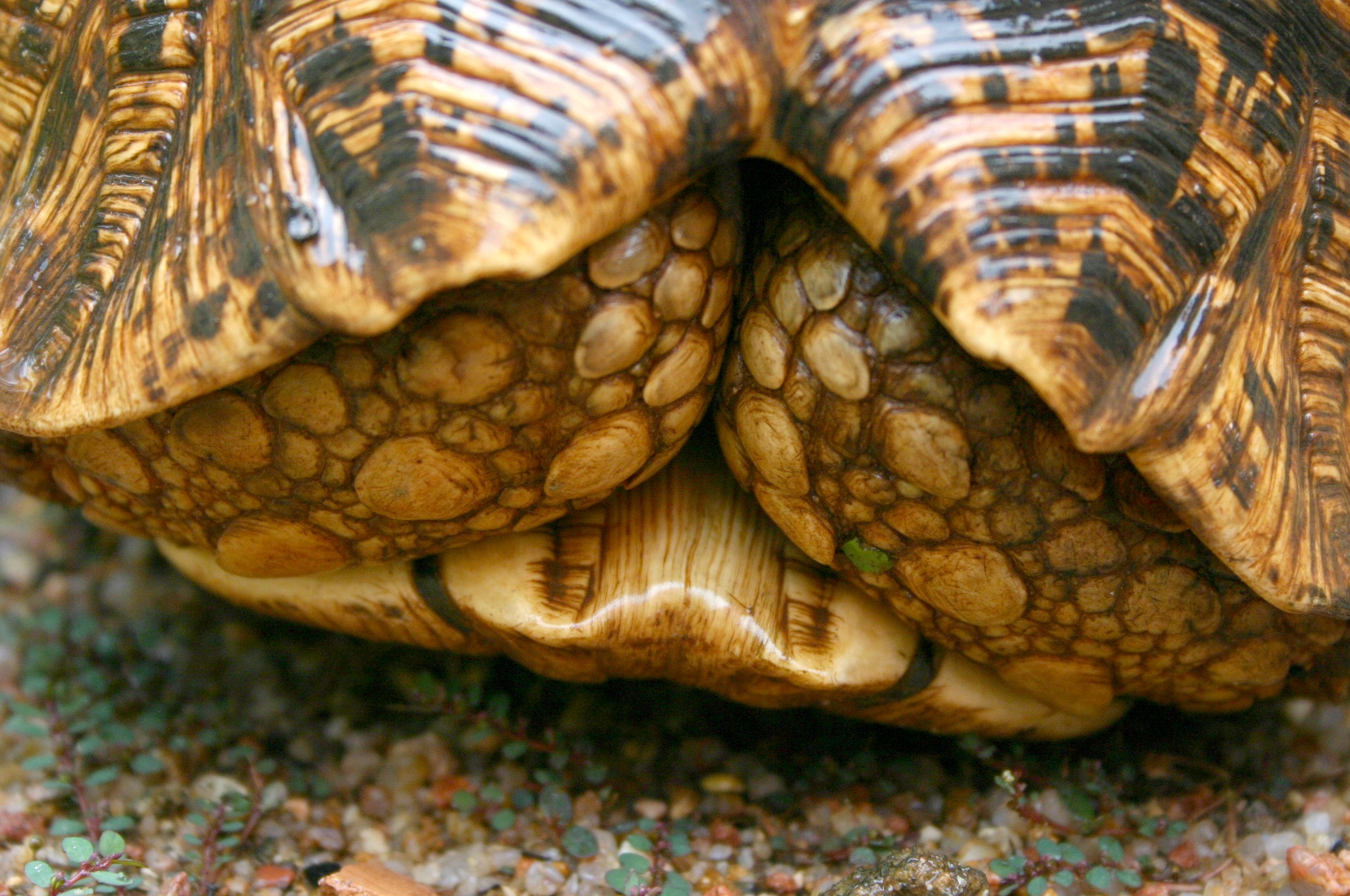
Una femmina adulta mentre si ritrae nel carapace
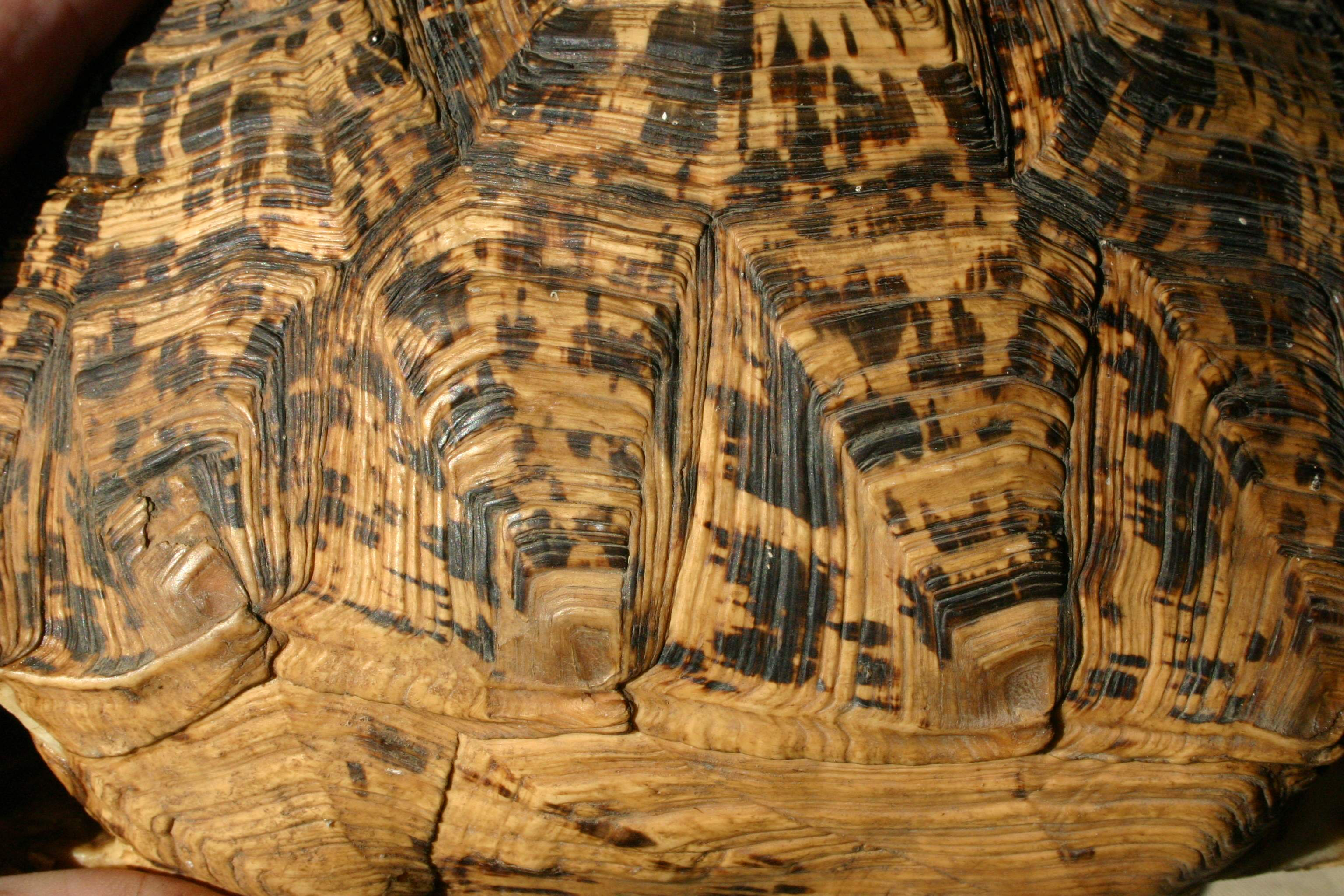
Primo piano del carapace
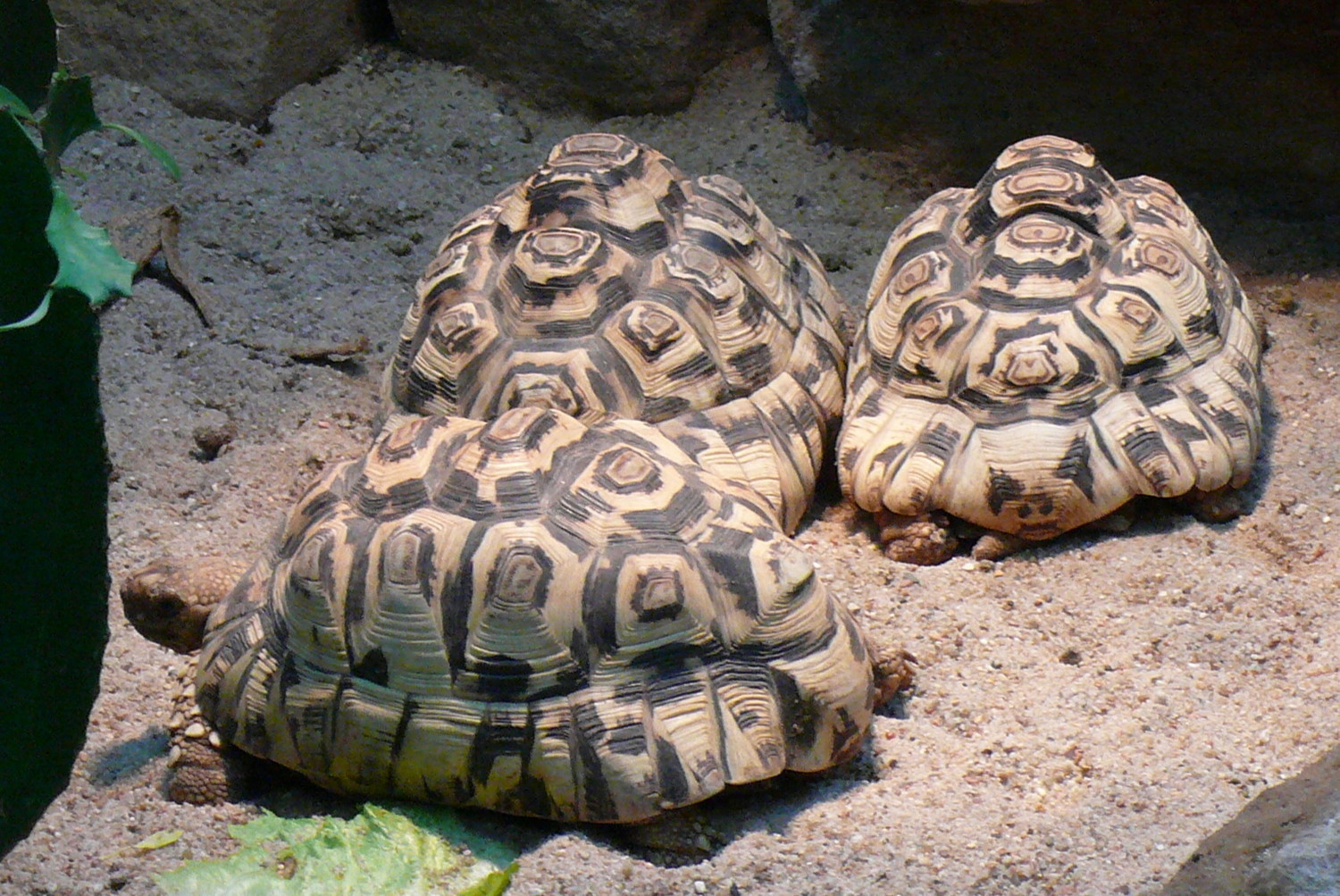
Tre tartarughe leopardo adulte
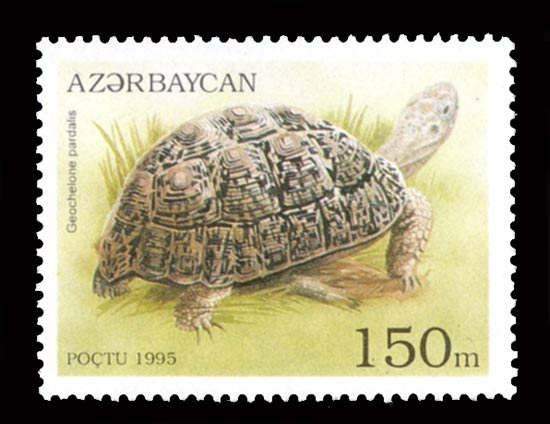
Tartaruga leopardo in un francobollo dell'Azerbaijan
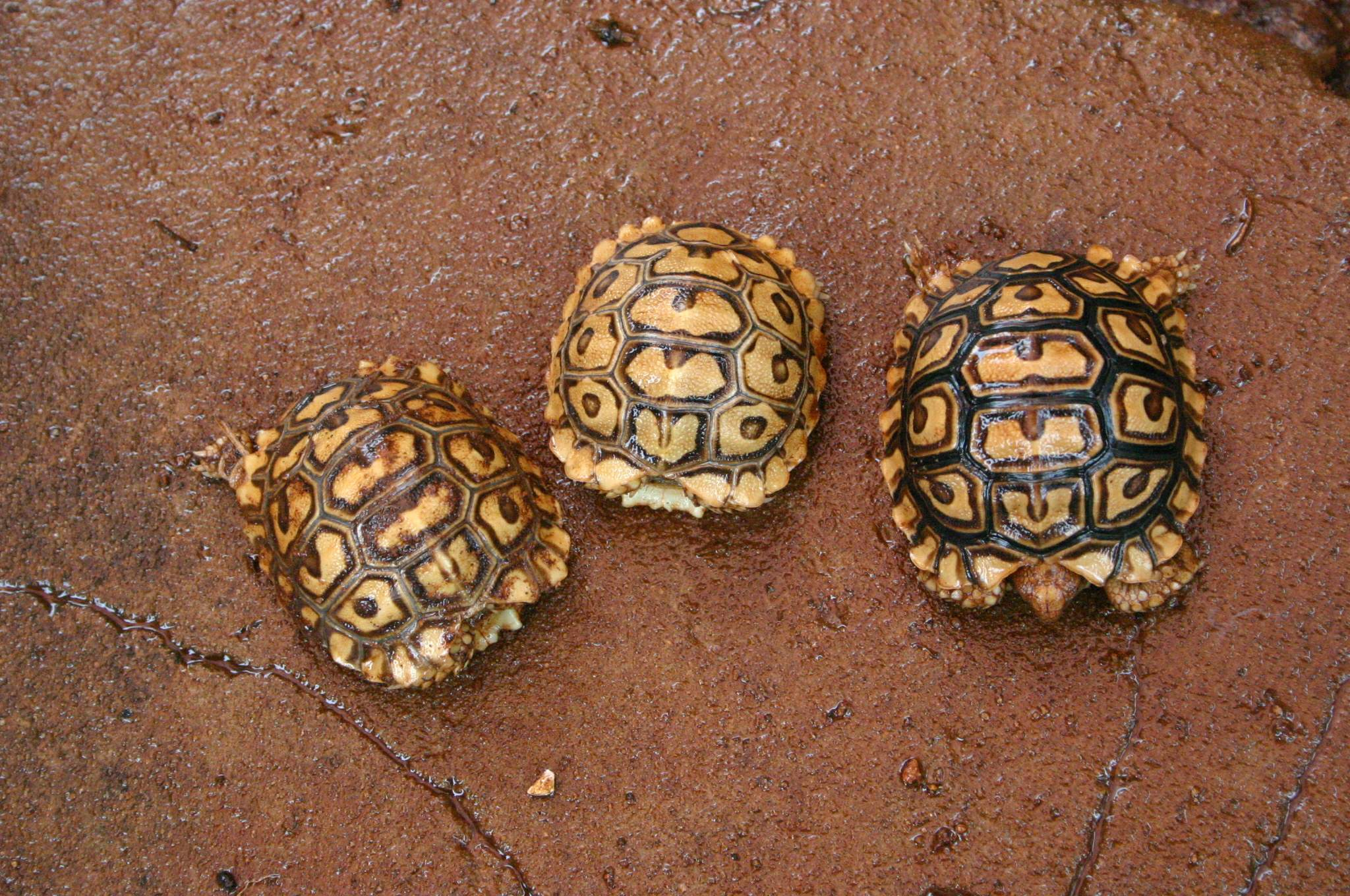
Tre cuccioli
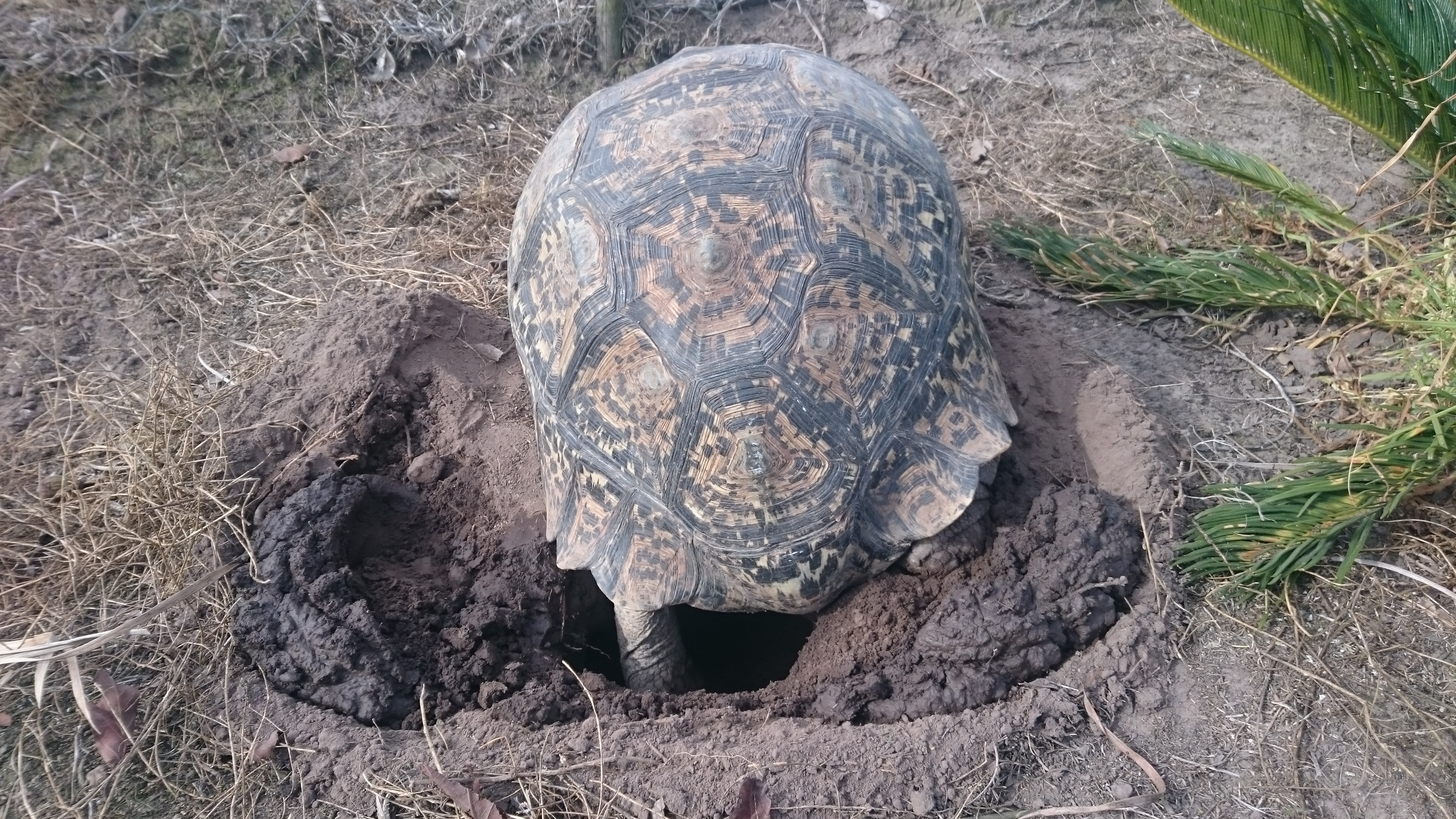
Una femmina mentre scava il nido per le uova
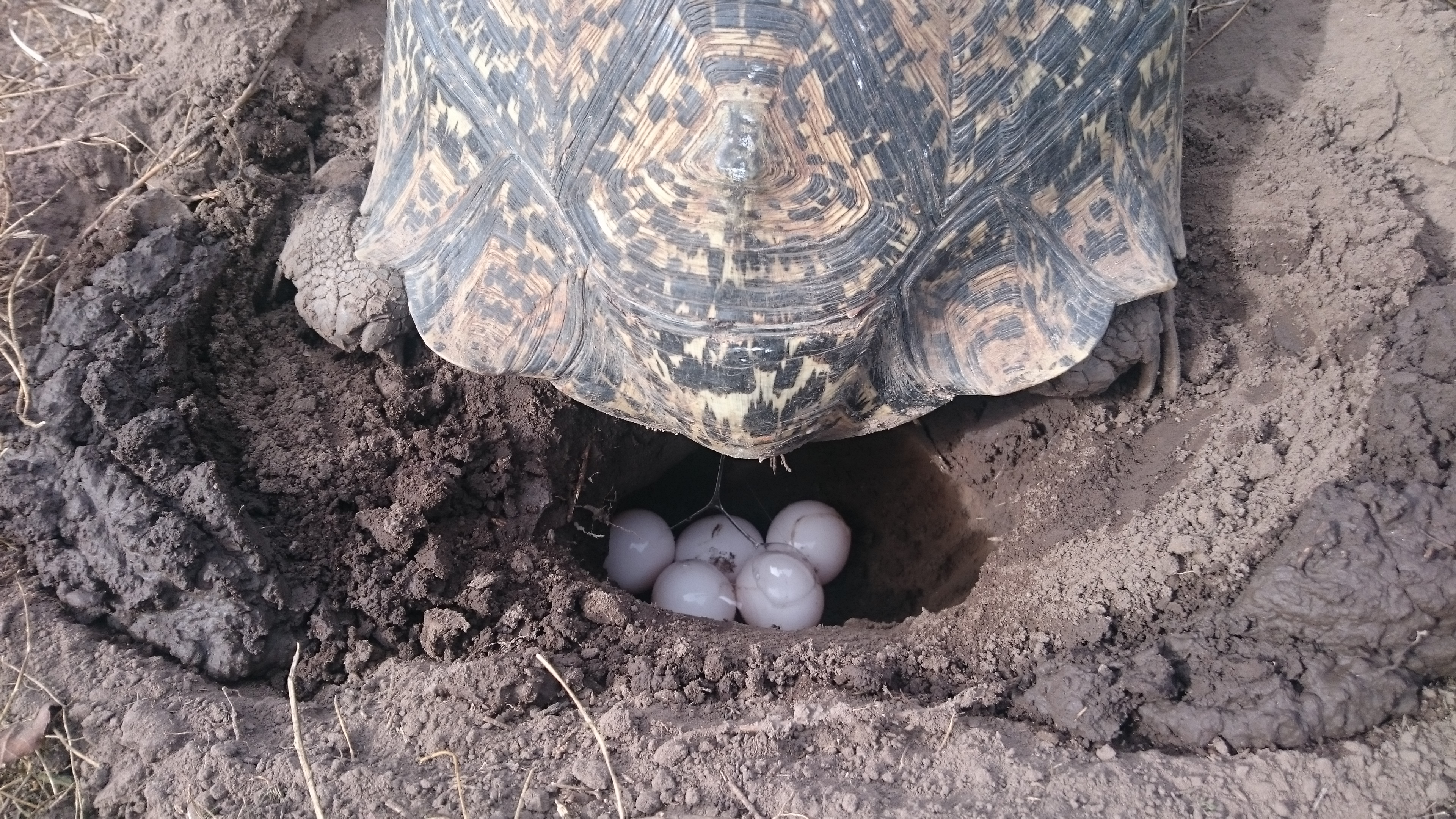
Una femmina mentre depone le uova
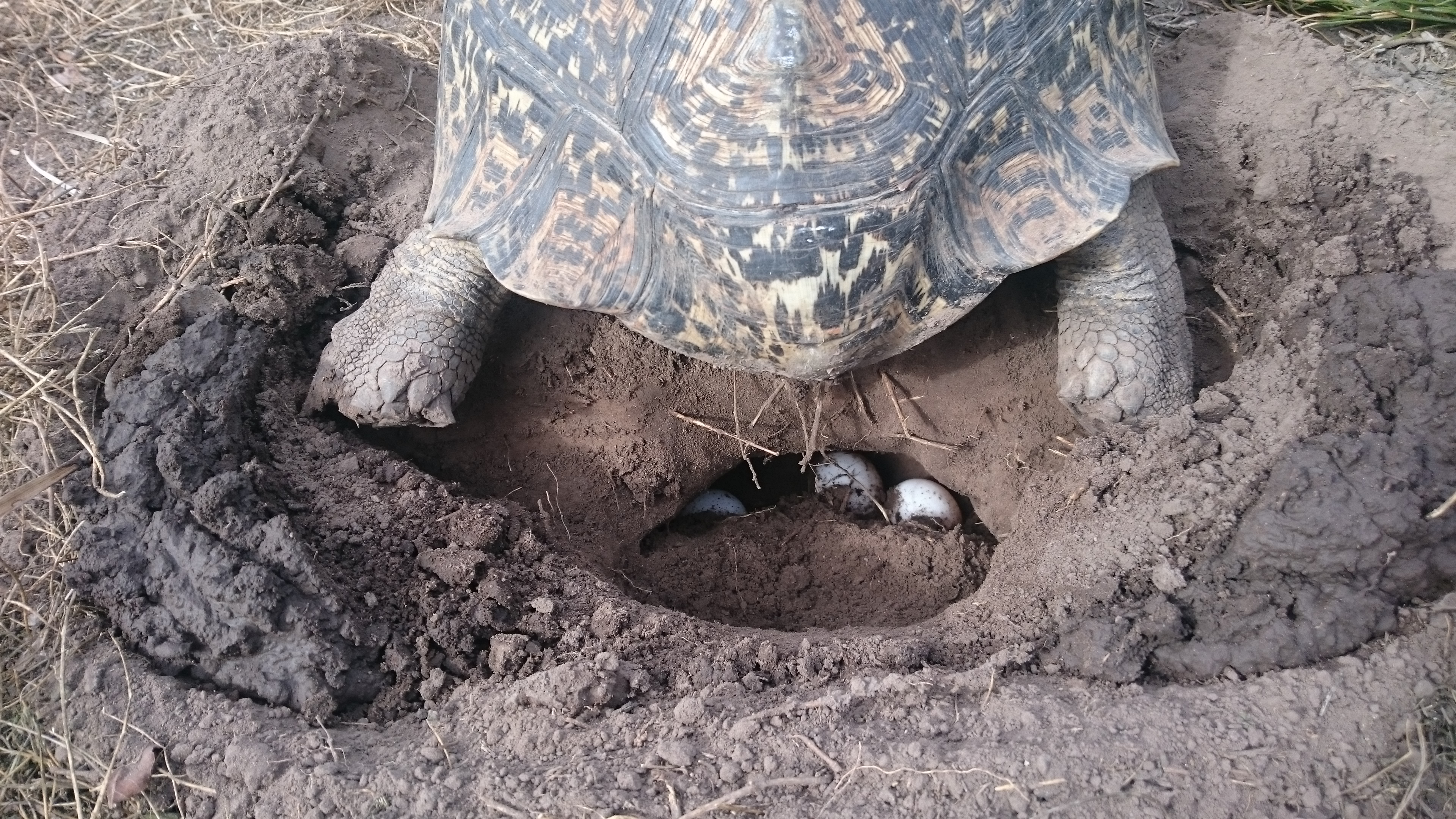
Una femmina mentre richiude il nido